# Nicolás Lindley
Nicolás Lindley López (Lima, 16 novembre 1908 – Lima, 3 febbraio 1995) è stato un generale e politico peruviano, ha ricoperto la carica di Presidente del Perù dal 3 marzo al 28 luglio 1963.

## Biografia
Nato da famiglia agiata, suo padre era di origini britanniche, dopo aver studiato al Colegio San Andrés, nel 1926 entrò nella Escuela Militar de Chorrilos dove si laureò nel 1930. All'interno dell'esercito Lindley riuscì ad avviare un'ottima carriera militare che lo portò nel 1970 a diventare Comandante Generale dell'Esercito del Perù.